# 神羅万象チョコ 王我羅旋の章
神羅万象チョコ 王我羅旋の章（しんらばんしょうチョコ オーガらせんのしょう）はバンダイ発売のおまけ付き駄菓子・ウエハースチョコレート。神羅万象チョコシリーズの第五章で、前章である神獄の章の直接の続編に当たる。

## 解説
神羅万象チョコシリーズの実質的な第五章に該当する。通算17作目。全4弾を予定している模様。2009年4月6日に第1弾が全24種+2（アナザー、シークレット）でバンダイより発売された。パッケージは各弾ともそれぞれ2種類ずつ。

## 世界観
舞台は“地上界”、“天界”、“羅震獄”、“浮遊島”。

### 第1弾ストーリー
羅震帝サン・モルテ生存の一報が“羅震獄”へ届く。報せを聞いた“王我血族”の実質的なNO.1である曙光王ディルクルムは、モルテを象徴とするため彼女を保護し、そして地上界侵略を開始すべく羅震獄本隊を動かした。一方、束の間の平和に地上界を巡りながら羅震鬼と対話するため旅をしていたマキシらは、ナユタによりモルテがさらわれたことを知る。新たな陰謀にマキシは再び立ち向かっていくことに……。

## ラインナップ

### 第1弾
- 王我PR 羅震帝サン・モルテ(S)
- 王我001 輝煌士マキシ(A)
- 王我002 精霊使いメリル(S)
- 王我003 星霊ステラ
- 王我004 恋ナス
- 王我005 愛ボリー
- 王我006 羅武チック
- 王我007 遊モラス
- 王我008 竜飛将インドラ
- 王我009 曙光王ディルクルム(H)(R)
- 王我010 凱騎王オデオン(H)
- 王我011 月光王ルキア(H)
- 王我012 A・メルサティム(S)
- 王我013 T・ゲルハルト(S)
- 王我014 G・ディオスクロイ(S)
- 王我015 C・アクベンス(S)
- 王我016 セコ・ズール
- 王我017 リャック・ダーツ
- 王我018 馬震紅ラーリ
- 王我019 牛震紅ギーニ
- 王我020 鬼吼神マキシウス(H)
- 王我021 無頼神ゼロニクス(H)
- 王我022 ベルゼビュート(H)
- 王我023 アスモディエス(S)

### 第2弾
- 王我024 輝煌士マキシ
- 王我025 虹響神イーリス(H)
- 王我026 礼靱竜王ミロク(S)
- 王我027 翠澪蛇王クレア(S)
- 王我028 機界神ORION(H)(R)
- 王我029 ファイナル・ジーク(H)
- 王我030 星剣士アゼル
- 王我031 獅子王アゼル(S)
- 王我032 司祭ケンユウ
- 王我033 マグリー
- 王我034 ジョーシカ
- 王我035 カモノ・レール
- 王我036 博伶王ドロシー(H)
- 王我037 機傀王OZ(S)(A)
- 王我038 蛮力王バラガン(H)
- 王我039 凛戟公爵マグナード(S)
- 王我040 デイ・スイポー
- 王我041 ヌン・チャック
- 王我042 ギャリー・マックス
- 王我043 ボーン・ロイド
- 王我044 L・オルテンシア(S)
- 王我045 V・アストレイア(S)
- 王我046 ベルゼビュート(H)
- 王我047 アスモディエス(S)

### 第3弾
- 王我048 羅震帝サン・モルテ(S)(A)
- 王我049 月光王ルキア(H)
- 王我050 黒炎獅竜ホウセン(H)
- 王我051 メイディア
- 王我052 白鴉王クローシェ(H)
- 王我053 飛燕公爵エクサノス(S)
- 王我054 豹頭子爵ストロディ
- 王我055 猛犬男爵ロンビック
- 王我056 屍鬼王ネクロミノス(H)
- 王我057 屍廻仙ハーディアス(S)
- 王我058 屍廻仙タナトリア(S)
- 王我059 ゾルダッド
- 王我060 L・ミリアム(S)
- 王我061 S・グラフィアス(S)
- 王我062 O・マーキュリー
- 王我063 プーディック
- 王我064 セブルエル
- 王我065 ホワイト・メリー
- 王我066 ドン・キポーネ
- 王我067 テン・ネパーグ
- 王我068 魂轟獣王ケルベーダ(S)
- 王我069 華艶鳳王ホルスト(S)
- 王我070 無頼剣神ゼロニクス(H)
- 王我071 真星鬼神マキシウス(H)(R)

### 第4弾
- 王我072 真星姫神メリル(S)
- 王我073 宇宙歌姫ステラ(S)
- 王我074 爆熱大聖ザキエル(S)
- 王我075 斬空大聖ルリエル(S)
- 王我076 ラピスリティ
- 王我077 ボーバット
- 王我078 フローラパピー
- 王我079 シー・グロウ
- 王我080 S・アルナスル(S)
- 王我081 C・アルゲティ(S)
- 王我082 A・サダルメリク(S)
- 王我083 P・アルリスカ(S)
- 王我084 邪竜公爵ティアムス(S)
- 王我085 妖獣公爵ガルジード
- 王我086 凶鳥公爵シムルギア
- 王我087 怪蛇公爵ベリドルド
- 王我088 黎明王ディルクルム(H)
- 王我089 超煌神マキシウス(H)
- 王我090 光龍神リュウガ(H)
- 王我091 聖魔神マステリオン(H)
- 王我092 魔導神メビウス(H)
- 王我093 メビウス(A)
- 王我094 調和神バランシール(H)
- 王我EP 羅震獄双星神(H)(R)

## 登場キャラクター

### 主要キャラクター
輝煌士マキシ（きこうしマキシ）
第1弾 王我001 シルバーカード / アナザーカード
LEVEL：12 / 種族：神（新星神） / 必殺技：黒夜叉
仲間（パートナー）：精霊使いメリル
神獄の章に引き続き、本章の主人公。人間と羅震鬼の共存を掲げて、両者の紛争を解決するために旅を続ける。無頼神ゼロニクスとの決戦後、束の間の休息を取り、再びメリルたちと108匹の羅震鬼全員と直接話をするべく旅に出ていた。勇者ジークの協力も得て、真の平和を目指す。
アナザーバージョンは外套を纏い、傍らにハルト・フェルトがいる。旅をしているときの格好だと思われる。
マキシとメリルの新衣装は、お互いが見立てて贈りあった物。
鬼吼神マキシウス（きこうしんマキシウス）
第1弾 王我020 ホログラムカード
LEVEL：22 / 種族：神（新星神） / 必殺技：禁呪・計都羅睺神獄破（きんじゅ・けいとらごうしんごくは）
仲間（パートナー）：無頼神ゼロニクス
凱騎王オデオンとの対決中、無頼神ゼロニクスにより窮地を救われる。ゼロとの“神衛星融合（サテライトフュージョン）”により、禍々しいまでの魔力を手に入れたマキシ。顕現させた“魔神衛星（サテライト・マステリオン）”は彼らの神力を蝕む諸刃の剣であった。黄金の鎧を身に纏った鬼神。
鬼吼士マキシウス（きこうしマキシウス）
第2弾 王我024
LEVEL：11 / 種族：神（新星神） / 必殺技：黒夜叉（くろやしゃ）
仲間（パートナー）：虹響神イーリス
魔神衛星の呪縛から神力の枯渇を防ぐため、神力封印状態の人間の姿から神の姿に戻れなくなってしまった。
真星鬼神マキシウス（しんせいきしんマキシウス）
第3弾 王我071　 ホログラムカード / レアカード
LEVEL：35 / 種族：神（新星神） / 必殺技：超神星・鬼吼煉舞（ちょうしんせい・きこうれんぶ）
仲間（パートナー）：無頼剣神ゼロニクス
ゼロより授けられた魔神帯で魔神衛星の解呪に成功。抑圧から解放された神力は無限増幅を開始する。
超煌神マキシウス（ちょうこうしんマキシウス）
第4弾 王我089　 ホログラムカード
LEVEL：50 / 種族：神（新星神） / 必殺技：五光剣・天地神明覇（ごこうけん・てんちしんめいは）
敵対者（ライバル）：黎明王ディルクルム
五本の剣を託され究極武装完了。陽光月華に神・魔・人・鬼、四つの力が収束し「陽煌神羅」が姿を現す。
羅神獄双星神（らしんごくそうせいしん）
第4弾 王我EP　 ホログラムカード　/ レアカード
種族：神（羅神獄双星神）
メビウスに代わり、羅神鬼達の新たな神として君臨したゼロとマキシ。天界を離れ、羅神獄へと赴く。
黄金神マキシウス（おうごんしんマキシウス）
王我SP　 ホログラムカード
LEVEL：∞ / 種族：神（羅神獄双星神） / 必殺技：超神星・鬼吼煉舞（ちょうしんせい・きこうれんぶ）
守護：羅神獄
羅神獄で神として成長したマキシ。黄金の鎧を身に纏い、ゼロと共に羅神鬼達を見守っている。創造神としての役割を担うマキシの尽力で、羅神獄の自然は急速に回復へと向かっている。

精霊使いメリル（せいれいつかいメリル）
第1弾 王我002 シルバーカード
LEVEL：9 / 種族：人間 / 必殺技：スターダスト・シンフォニー
仲間（パートナー）：輝煌士マキシ
精霊使いとして修業を積み、「星霜の杖」を入手し星霊ステラと契約を交わしたメリル。使命を抱き、マキシと共に旅に出ていた。
真星姫神メリル（しんせいきしんメリル）
第4弾 王我072　シルバーカード
LEVEL：15 / 種族：人間 / 必殺技：シャイニングスター・プラネタリウム
仲間（パートナー）：真星鬼神マキシウス
マキシと魂の完全同調を果たしたメリルに尖角出現。人でありながら神に近い存在へと昇華する。マキシとお揃いの尖角が生えたことを内心ウキウキ気分で喜んでいる。真星姫神となって喜ぶメリルだが、露出の多い新衣装のせいでマキシは目のやり場に困っているらしい。
星霊ステラ（せいれいステラ）
第1弾 王我003
LEVEL：6 / 種族：精霊 / 必殺技：シューティングスター・ラプソディー
主人（パートナー）：精霊使いメリル
“星霊”と呼ばれる天の星々の精霊で、普段は「星霜の杖」に姿を変えてメリルの武器として活躍する。自称「スタープリンセス」。
宇宙歌姫ステラ（コスモディーヴァステラ）
第4弾 王我073　シルバーカード
LEVEL：10 / 種族：精霊 / 必殺技：ダンシングスター・ホロスコープ
主人（パートナー）：真星姫神メリル
歌姫モードにメイクアップ。本人の力は微弱だが、可憐な歌声はメリルの魔力を2倍に増幅させる。ステラは、全世界の人々が勝負の行方を見守る戦場で自慢の歌とダンスを披露出来たことに大満足だったらしい。

無頼神ゼロニクス（ぶらいしんゼロニクス）
第1弾 王我021 ホログラムカード
LEVEL：24 / 種族：神（新星神） / 必殺技：禁呪・計都羅睺神獄破（きんじゅ・けいとらごうしんごくは）
仲間（パートナー）：鬼吼神マキシウス
マキシの親友で、羅震鬼を解放した張本人。神獄の章にてマキシと決闘を繰り広げ、結果的に和解した。傷を癒したゼロは、羅震鬼フレリアーナに助けを請われ竜飛将インドラの助勢に駆けつけ、そこで凱騎王オデオンと闘うマキシを間一髪救う。この窮地と最悪の事態を予見した二人は共闘することを決意し、“神衛星融合（サテライトフュージョン）”を果たし“魔神衛星（サテライト・マステリオン）”を顕現させる。黄金の鬼神と白銀の闘神は、地上界のため魔力に神力を蝕まれながら凱騎王オデオンに挑む。
無頼剣神ゼロニクス（ぶらいけんしんゼロニクス）
第3弾 王我070　ホログラムカード
LEVEL：34 / 種族：神（新星神） / 必殺技：超神星・無頼斬舞（ちょうしんせい・ぶらいざんぶ）
仲間（パートナー）：真星鬼神マキシウス
五光神の洗礼により神力復活。光龍神より魔神帯を預かり、マキシの下に戦線復帰を果たす。

### 王我血族
羅震獄に住む羅震鬼の中でも、特に高い地位を持つ特権階級集団。皇帝一族として君臨するサン一族と、それを取り巻く王侯貴族で構成されている。プライドが高く自らを優良種族と自負しているため、一般羅震鬼を見下している者が多い。700万年前に一般羅震鬼を先遣隊として地上に派遣する際も、彼等を異境探索の捨石として利用し自らが先遣隊に加わることが無かった。近年は穏健派のサン・マナフが羅震帝として君臨していたが、彼が崩御後は過激派の曙光王ディルクリムが実権を握っている。王我血族は階級性があり、羅震帝と羅震王を除く王我血族は、その身分と血統によって一等階級かた五等階級の五つのヒエラルキー階級に区分されている。それぞれの階級には爵位が定められており、一等階級は「公爵」、二等階級は「侯爵」、三等階級は「伯爵」、四等階級は「子爵」、五等階級は「男爵」の名が与えられる。ちなみに一般羅震鬼は七等階級にあたるが、例外として「羅震将」の位を持つ者だけ準貴族として六等階級の地位が認められている。
羅震帝サン・モルテ（らしんていサン・モルテ）
第1弾 王我PR シルバーカード
奉迎者（パートナー）：月光王ルキア
700万年前の羅震帝の皇位継承権を持った“サン一族”の末席の少女。新天地を直接見るため黒炎獅竜ホウセンと共に先遣隊に紛れ地上界へ訪れたが、調和神バランシールにより“神獄の箱”へ封印されてしまっていた。封印を解かれた後、竜飛将インドラと出会い、保護を受ける。しかし、地上界侵略を目論む曙光王ディルクルムの陰謀に巻き込まれ、月光王ルキアによってさらわれた。
“神獄の箱”から地上に舞い降りた際、部下の黒炎獅竜ホウセンと逸れてしまったらしい。モルテは竜飛将インドラに対し、部下以上の多大な信頼を寄せているらしい。最初は羅震帝に君臨する気はなかったが、王我羅震鬼の残虐非道な地上の侵攻に踏ん切りがつき自分から羅震帝となり導くことを決意する。

#### 羅震王
曙光王ディルクルム（しょこうおうディルクルム）
第1弾 王我009 ホログラムカード / レアカード
LEVEL：29 / 種族：羅震鬼（王我血族） / 必殺技：聖天光覇ルシファーゲート（せいてんこうはルシファーゲート）
統治：王我血族
最上位の羅震王。実質王我No.1の実力を持つ。現在の羅震獄の実権を握る宰相。野心が強く、羅震帝サン・モルテを皇帝に据えて傀儡政治を目論む。地上界を第二の羅震獄として王我血族が支配することを宣言する。凱騎王オデオンと月光王ルキアにサン･モルテを保護するよう命ずる。細目の女性。最終的には羅震獄に住む羅震鬼のパワーを吸い取り、自分の力の源にしてマキシウスと戦うも、負けてしまう。
ディルクルムとルキアはお互いに嫌悪感を抱いており、常に監視して牽制し合っているらしい。
レアカードはカード表面に翼の生えた蛇の模様が描かれている。
凱騎王オデオン（がいきおうオデオン）
第1弾 王我010 ホログラムカード
LEVEL：27 / 種族：羅震鬼（王我血族） / 必殺技：剣轟ティルフィング（けんごうティルフィング）
敵対者（ライバル）：竜飛将インドラ
騎士の家系を束ねる羅震王。常に戦場の先陣で活躍する武人で、曙光王ディルクルムの命で月光王ルキアと共に羅震帝サン・モルテを出迎えにやって来た。モルテを護る竜飛将インドラの忠義に免じて、自ら手を下す。一人称は「私」。
月光王ルキア（げっこうおうルキア）
第1弾 王我011 ホログラムカード　
LEVEL：28/ 種族：羅震鬼（王我血族） / 必殺技：月蝕カルナバル（げっしょくカルナバル）
主人（パートナー）：羅震帝サン・マナフ
先代羅震帝サン・マナフが最も信頼を寄せていた羅震王。家族も部下も持たず、常に単独行動をしている。曙光王ディルクルムの命で凱騎王オデオンと共に羅震帝サン・モルテを出迎えにやって来た。先代羅震帝マナフの願いとはいえ、嫌がるモルテを連れ去ることが正しいのかと一人葛藤する。神獄の章から引き続き登場した女性キャラ。洗脳を謀ったディルクルムから主君を連れて浮遊島から脱出する。しかし、幼なじみでもある白鴉王クローシェ率いる空中部隊に追われ交戦しつつ、同じ王我のホウセンのもとに辿り着いた。そこで、色々とマキシと話し合った後、共にディルクルムを倒すことを進言する。
ルキアとディルクルムはお互いに嫌悪感を抱いており、常に監視して牽制し合っているらしい。
蛮力王バラガン（ばんりきおうバラガン）
第2弾 王我038
LEVEL:26/ 種族:羅震鬼（王我血族） / 必殺技: 剛拳ミョルニール（ごうけんミョルニール）
ライバル:輝煌士マキシ
戦士の家系を束ねる羅震王。曙光王ディルクルムから絶大の信頼をされている男。ディルクルムから地上の聖杯の塔の侵略、親友だった凱騎王オデオンの仇を討つために、地上に降り立つ。オデオンを倒したマキシを討つべく侵攻軍を出陣させた。
博伶王ドロシー（はくれいおうドロシー）
第2弾 王我036
LEVEL:10/ 種族:羅震鬼（王我血族） / 必殺技: アリス・イン・ワンダーランド
学者の家計を束ねる羅震王。曙光王ディルクルムからの地上界侵攻にも加担せず、北域の古代遺跡に眠る超技術の解析に没頭する。自らの手で機傀王OZを生み出すほどの技量がある。
白鴉王クローシェ（はくあおうクローシェ）
第3弾 王我052
LEVEL:25/ 種族:羅震鬼（王我血族） / 必殺技: 砲撃ガルーダ・ストライク（ほうげきガルーダ・ストライク）
飛空部隊を率いる羅震王。ルキアとは幼なじみだが、彼女に振り回されて貧乏くじばかり引かされている。この機会に積年つもってきた恨みを晴らそうと考えている。しかし、本当は構って欲しいだけだという彼女の思いなのかもしれない。彼女の部下の一人である、エクサノスという男がいる。彼はクローシェを利用しているらしいが、本心としては彼女に惹かれているらしい。
屍鬼王ネクロミノス（しきおうネクロミノス）
第3弾 王我056
LEVEL:33/ 種族:羅震鬼（王我血族） / 必殺技: 狂骨夢葬ノスフェラトゥ（きょうこつむそうノスフェラトゥ）
魔導士の家系を率いる羅震王。曙光王ディルクルムの野望を知りつつ彼女に力を貸している残虐非道な死霊術士。彼の率いる軍隊は羅震獄内でも最大級の兵力を有しているが、生きている兵士が一人もいない。また、彼が唱える反魂術により、倒しても復活する兵士達に天界・魔界・地上連合軍は苦戦を強いられた。彼が率いる軍隊の中には、三英雄として数えられる700万年前に死んだはずのハーディアスとタナトリアの姿がある。

#### 皇導十二星卿（ゾディアック・トゥエルヴ）
羅震帝のみに仕える特殊部隊。羅震帝を護衛するのが主任務だが、その名の通り「皇帝を導く者」として羅震帝の教育係を勤めている。王我血族の中でも特殊な権限を有しており、メンバーの大半が二等階級出身者にもかかわらず、一等階級おろか羅震王でさえ自由に扱うことができない。
A・メルサティム（アリエス・メルサティム）
第1弾 王我012 シルバーカード
LEVEL：14 / 種族：羅震鬼（王我血族） / 必殺技：クリオス流星衝（クリオスりゅうせいしょう）
敵対者（ライバル）：魂轟将ケルベーダ
「白羊宮」の称号を持つ“皇導十二星卿（ゾディアック・トゥエルヴ）”の一人。火の魔力と光速の戦鞭（バトルウィップ）を操る鮮烈の美闘士。敵対者の魂轟将ケルベーダを「ワンちゃん」と呼ぶ。巻き角とくせ毛に巨乳が特徴の女性キャラ。一人称は「私」。
A・メルサティムはウールのアイテムでおしゃれをするのが好き。
T・ゲルハルト（タウラス・ゲルハルト）
第1弾 王我013 シルバーカード
LEVEL：14 / 種族：羅震鬼（王我血族） / 必殺技：プレアデス七星剣（プレアデスしちせいけん）
敵対者（ライバル）：華艶将ホルスト
「金牛宮」の称号を持つ“皇導十二星卿（ゾディアック・トゥエルヴ）”の一人。地の魔力と繊細華麗な剣術を操る明徳の麗剣士。筋骨隆々の老紳士で愛剣を摘むように持ち、「ジェントルメ〜ン」を自称する。
T・ゲルハルトは優雅な紳士として、どんな時にも午後のティータイムを欠かさないらしい。
G・ディオスクロイ（ジェミニ・ディオスクロイ）
第1弾 王我014 シルバーカード
LEVEL：15 / 種族：羅震鬼（王我血族） / 必殺技：ディデュモイ双星拳（ディデュモイそうせいけん）
敵対者（ライバル）：翠澪将クレア
「双児宮」の称号を持つ“皇導十二星卿（ゾディアック・トゥエルヴ）”の一人（双子）。風の魔力と二身一体の格闘術を操る享楽の武闘士。男の子がカトルで、女の子がルクス。
C・アクベンス（キャンサー・アクベンス）
第1弾 王我015 シルバーカード
LEVEL：15 / 種族：羅震鬼（王我血族） / 必殺技：プレセペ散星爪（プレセペさんせいそう）
敵対者（ライバル）：礼靱将ミロク
「巨蟹宮」の称号を持つ“皇導十二星卿（ゾディアック・トゥエルヴ）”の一人。水の魔力と巨大な鋏爪（シザークロウ）を操る静寂の重戦士。
L・オルテンシア（レオ・オルテンシア）
第2弾 王我044 シルバーカード
LEVEL：15 / 種族：羅震鬼（王我血族） / 必殺技：レオン流星斬（レオンりゅうせいざん）
敵対者（ライバル）：獅子王アゼル
「獅子宮」の称号を持つ皇導十二星卿。火の魔力と猛威の戦斧を操る激闘士。
「獅子王」と名乗るアゼルに怒る。
V・アストレイア（ヴァルゴ・アストレイア）
第2弾 王我045 シルバーカード
LEVEL：16 / 種族：羅震鬼（王我血族） / 必殺技：パルテノス銀河律（パルテノスぎんがりつ）
敵対者（ライバル）：輝煌士マキシ
「処女宮」の称号を持つ皇導十二星卿。地の魔力と羽化登仙の旋律を操る光輝の舞楽士。アストレイアは「処女宮」の称号を持つが性別は男。
L・ミリアム（リブラ・ミリアム）
第3弾 王我060 シルバーカード
LEVEL：14 / 種族：羅震鬼（王我血族） / 必殺技：ブラキウム変光撃（ブラキウムへんこうげき）
兄弟（パートナー）：V・アストレイア
「天秤宮」の称号を持つ皇導十二星卿。風の魔力と変幻自在の暗器を操る占星の奇術師。
L・ミリアムの占いは百発百中で、彼に相談を持ちかける羅震鬼は後を断たない。
S・グラフィアス（スコーピオ・グラフィアス）
第3弾 王我061 シルバーカード
LEVEL：16 / 種族：羅震鬼（王我血族） / 必殺技：アンタレス赤星殺（アンタレスせきせいさつ）
恋人（パートナー）：C・アクベスト
「天蠍宮」の称号を持つ皇導十二星卿。水の魔力と一撃必殺の毒針を操る瞬殺の重戦士。
S・グラフィアスは意外と料理好きで、恋人のC・アクベンスに毎日手料理を御馳走している。
S・アルナスル（サジタリアス・アルナスル）
第4弾 王我080 シルバーカード
LEVEL：16 / 種族：羅震鬼（王我血族） / 必殺技：トクソテス三裂破（トクソテスさんれっぱ）
主人（パートナー）：羅神帝サン・モルテ
「人馬宮」の称号を持つ皇導十二星卿。火の魔力と一発必中の弓術を操る俊足の白騎士。
S・アルナスルは同じ弓使いのミロクと意気投合し、戦後は弓術のライバルとして腕を競い合っている。
C・アルゲティ（カプリコーン・アルゲティ）
第4弾 王我081 シルバーカード
LEVEL：15 / 種族：羅震鬼（王我血族） / 必殺技：アイゴケロス投撃札（アイゴケロスとうげきさつ）
主人（パートナー）：羅神帝サン・モルテ
「磨羯宮」の称号を持つ皇導十二星卿。地の魔力と吉凶禍福の強運を操る必勝の賭博師。
C・アルゲティは隠密行動に秀でた忍者でもあり、地上界に伝わる伝説の忍者「絶影」に大きな感心を持っている。
A・サダルメリク（アクエリアス・サダルメリク）
第4弾 王我082 シルバーカード
LEVEL：16 / 種族：羅震鬼（王我血族） / 必殺技：ヒュドロコース螺旋衝（ヒュドロコースらせんしょう）
主人（パートナー）：羅神帝サン・モルテ
「宝瓶宮」の称号を持つ皇導十二星卿。風の魔力と奇想天外な知略を操る深淵の魔導士。
A・サダルメリクは皇導十二星卿の軍師的存在で、同じく権謀術数に長けたクレアを一方的にライバル視している。
P・アルリスカ（ピスケス・アルリスカ）
第4弾 王我083 シルバーカード
LEVEL：14 / 種族：羅震鬼（王我血族） / 必殺技：イクテュエス渦巻破（イクテュエスうずまきは）
主人（パートナー）：羅神帝サン・モルテ
「双魚宮」の称号を持つ皇導十二星卿。水の魔力と艶麗な槍術を操る破濤の海遊士。
P・アルリスカに付き従う魚は「キューピッド」と呼ばれる彼女の分身で、魔法によって生み出された疑似生命体。
O・マーキュリー（オフュカス・マーキュリー）
第3弾 王我062
LEVEL：13 / 種族：羅震鬼（王我血族） / 必殺技：オフュカス・ビーム
上司（パートナー）：曙光王ディルクルム
「蛇使い座」を名乗る本来存在しないはずの13番目の皇導十二星卿。曙光王の影として暗躍する謎の道化師。台詞から見ると曙光王にお仕置きされることを望んでいることからマゾな一面を持つ。
また、マーキュリーが持つ杖は「魔導士メビウス」が持つ杖と同じ物。素性は不明で上司であるディルクルムでさせその全様はを把握していない。第4弾により、ディルクルムが崩れ倒れた後、仮面を外したその正体は「伝説の魔導士メビウス」ということが判明する。
魔導神メビウス（まどうしんメビウス）
第4弾 王我092　ホログラムカード
LEVEL：∞ / 種族：人間 / 必殺技：アポカリプス・ロード
創造：羅震獄
O・マーキュリーの正体で、羅震獄の創造主にして、羅震鬼の神。魔導士の始祖。魔導を極め、人間でありながらも凌駕する力を持つに至った。彼の望みは「あらゆる真理を解明し、知的欲求を満たすこと」だった。魔王を召喚し地上征服の行い、天界の秘宝を強奪して神との戦争をもくろんだりと、その凶行は枚挙にいとまがない。だが、彼のこの行動は単なる究極的な知的欲求の手段でしかなく、彼自身の支配欲や、独占欲はないに等しい。神の模倣に、天地創造の再現を試みるが、出来た世界は不完全で、安定しない、虚ろな世界だった。マキシとの戦い後、死ぬ間際に羅震鬼達のことを思うメビウスに対して憂えた調和神が、彼の今までの経緯を全て消去させて、子どもの姿にさせて第二の人生を送るようにさせた。
なお、「赤い蛇」と呼ばれるのは彼のことを指す。
メビウス
第4弾 王我093
LEVEL：1 / 種族：人間
戦いの跡に一人残された謎の少年。ライセンと名乗る謎の幻影に育てられ、厳しくも愛情に溢れた毎日を送っている。

#### 一等階級
凛戟公爵マグナード
第2弾 王我039
飛燕公爵エクサノス
第3弾 王我053

#### 三等階級
セコ・ズール
第1弾 王我016
デイ・スイポー
第2弾 王我040
ヌン・チャック
第2弾 王我041
プーディック
第3弾 王我063

#### 四等階級
リャック・ダーツ
第1弾 王我017
ギャリーマックス
第2弾 王我042
豹頭子爵ストロディ
第3弾 王我054

#### 五等階級
馬震紅ラーリ（ばしんくラーリ）
第1弾 王我018
牛震紅ギーニ（ぎゅうしんくギーニ）
第1弾 王我019
ボーンロイド
第2弾 王我043
猛犬男爵ロンビック
第3弾 王我055

### 一般羅震鬼
竜飛将インドラ（りゅうひしょうインドラ）
第1弾 王我008
LEVEL：1 / 種族：羅震鬼（雷角属） / 必殺技：崩滅ニルヴァーナ（ほうめつニルヴァーナ）
敵対者（ライバル）：凱騎王オデオン
羅震将の一人。羅震帝サン・モルテの人柄に心酔し、忠誠を誓った。羅震獄から切り捨てられた彼女を護るために奮闘していたが、凱騎王オデオンに敗れ、月光王ルキアにモルテは連れて行かれてしまった。神獄の章から引き続き登場したが、敗北し傷ついた姿で描かれている。
愛ボリー（あいボリー）
第1弾 王我005
LEVEL：3 / 種族：羅震鬼（鋼牙属） / 必殺技：愛のラブラブファイヤー
恋人（パートナー）：恋ナス
西域に出現した低級羅震鬼。
羅武チック（ラブチック）
第1弾 王我006
LEVEL：2 / 種族：羅震鬼（炎翼属） / 必殺技：ラヴリーダンス
仲間（パートナー）：愛ボリー&遊モラス
南域に出現した低級羅震鬼。
遊モラス（ゆうモラス）
第1弾 王我007
LEVEL：2 / 種族：羅震鬼（氷鱗属） / 必殺技：遊々踊り（ゆうゆうおどり）
仲間（パートナー）：愛ボリー&羅武チック
北域に出現した低級羅震鬼。

### 神魔族
ベルゼビュート
第1弾 王我022 ホログラムカード
LEVEL：？ / 種族：神魔族 / 必殺技：黒至夢奏（こくしむそう）※魔元帥ベリアールの必殺技
母親（パートナー）：アルフィーネ
魔元帥ベリアールを父に持つ神魔太子。全力で闘える敵を求め、異母妹アスモディエスと共に“神魔界”から地上の様子を伺う。
アスモディエス
第1弾 王我023 シルバーカード
LEVEL：？ / 種族：神魔族 / 必殺技：月禍氷刃（げっかひょうじん）※アスタロットの必殺技
母親（パートナー）：アスタロット
魔元帥ベリアールを父に持つ神魔姫。心を揺さぶる刺激を求め、異母兄ベルゼビュートと共に“神魔界”から地上の様子を伺う。

### 天界関係者
光龍神リュウガ
第4弾 王我090
LEVEL：∞ / 種族：神（五光神） / 必殺技：光龍剣・無明神滅覇（こうりゅうけん・むみょうしんめつは）
息子：超煌神マキシウス
かつて光の戦士の一人として世界を救った救世主。その功績をたたえ、調和神自らが彼の人としての生涯を全うした後、御身自らが彼を神へと転生させた。元は人間である以上、地上のことをこの上なく愛し、調和神に代わって人間達に数々の恩恵を授けている。また、天界の発展にも尽力しバランシールの補佐役を担っている。

### 原生モンスター
恋ナス（こいナス）
第1弾 王我004
LEVEL：1 / 種族：原生モンスター / 必殺技：恋のラブラブファイヤー
恋人（パートナー）：愛ボリー
東域の山中に生息する原生モンスター。